# 王乐一
王乐一 是一位中国电子工程师。

## 生平
1982年获得上海机械学院(现上海理工大学)硕士学位，1990年获得加拿大麦吉尔大学博士学位。毕业后进入美国韦恩州立大学，目前担任电气和计算机工程系教授。2012年被选为美国电气电子工程师学会会员。